# 한동글로벌학교
한동글로벌학교는 경상북도 포항시 북구 흥해읍에 있는 각종학교이다. 한동대학교 내에 있으며, 초등학교, 중학교, 고등학교 과정을 운영하고 있다.

## 학교 연혁
- 2001년 5월: 선교사 자녀를 위한 한동국제학교로 개교
- 2010년 7월: 경상북도교육청으로부터 각종학교로 인가

## 출신 인물
- 홍이삭 - 대한민국의 남성 가수
- 허성현 - 남아프리카공화국 정치인
- 예예 - 대한민국의 유튜버

## 참고 자료
- 한동글로벌학교 - 한국교육학술정보원 학교알리미